# دایا بدانووا
 دایا بدانووا (انگلیسی: Dája Bedáňová؛ زادهٔ ۹ مارس ۱۹۸۳) یک تنیس‌باز اهل جمهوری چک است.